# Lesione di Bankart
La lesione di Bankart è una condizione in cui si ha un danneggiamento della porzione anteroinferiore del labbro glenoideo, causata generalmente da ripetute lussazioni della testa omerale. In questi pazienti si ha indicazione all'intervento chirurgico.
Spesso è associata alla lesione di Hill-Sachs, cioè frattura interessante la porzione posterolaterale della testa omerale.
Quando si parla di Bankart osseo, il danno interesserà anche la porzione ossea anteroinferiore della cavità glenoidea.
Prende il nome da Arthur Sydney Blundell Bankart, chirurgo ortopedico inglese, vissuto tra il 1879 e il 1951.

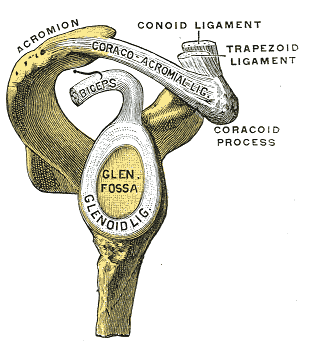
Il labbro glenoideo, indicato come glenoid ligament, si danneggia in una "lesione di Bankart".
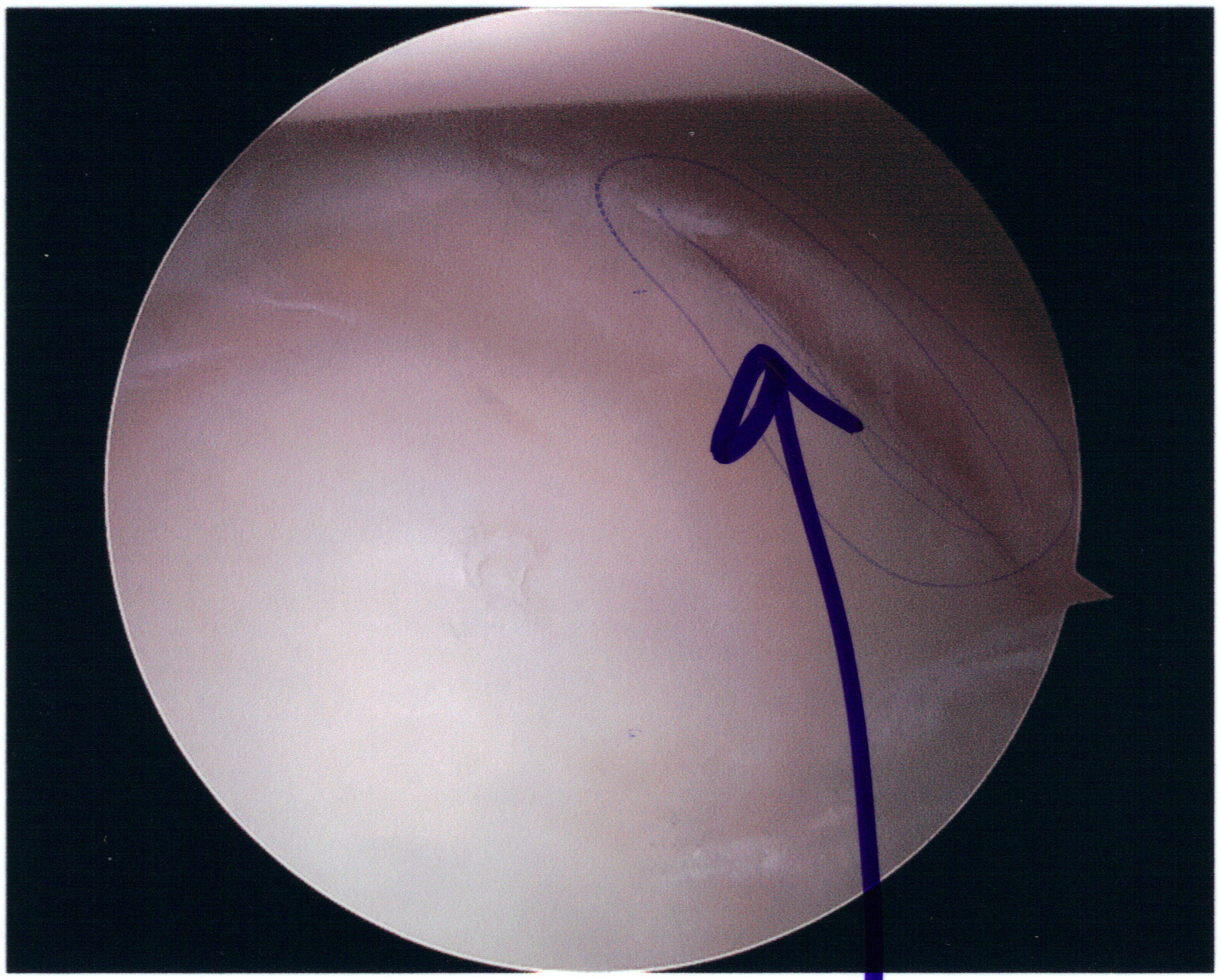
Una lesione di Bankart vista in artroscopia
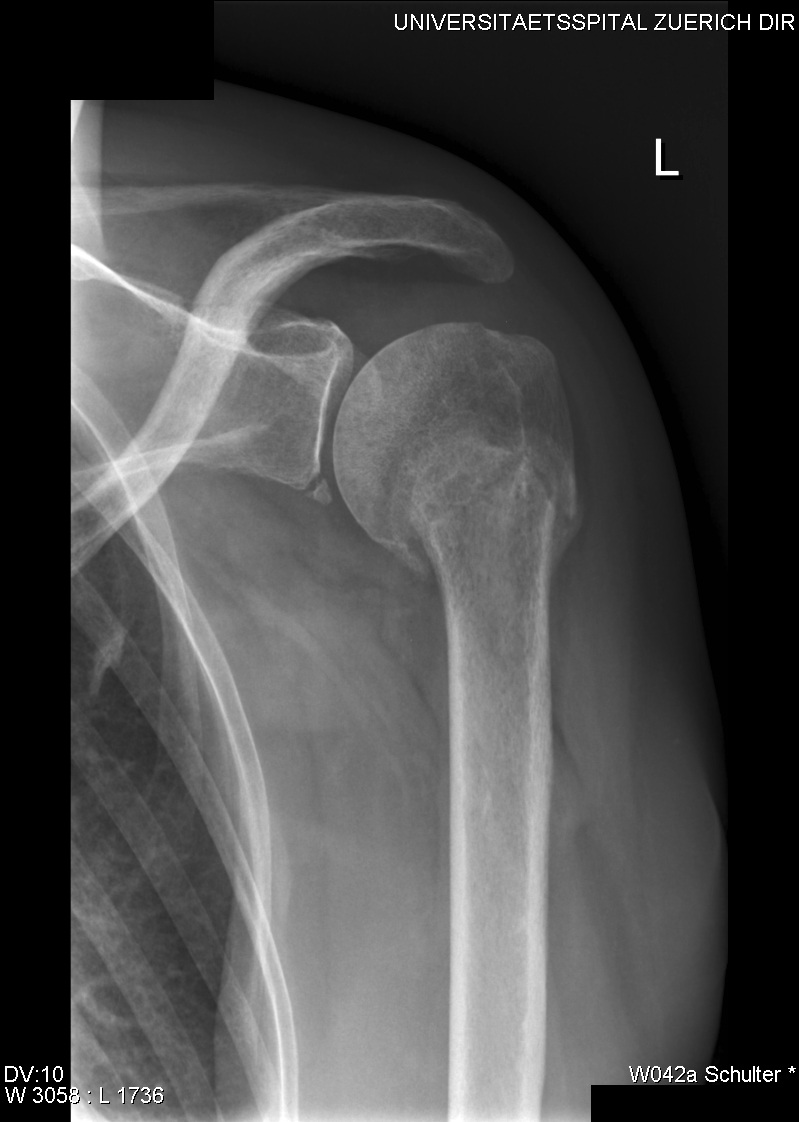
Una radiografia che mostra una lesione di Bankart ossea con un frammento stazionario nella glena inferiore
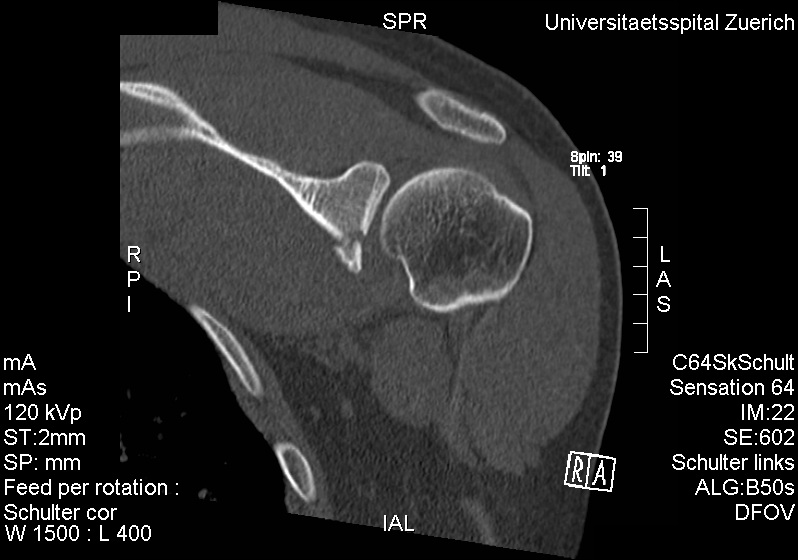
Tomografia computerizzata che mostra una lesione di Bankart ossea della glena antero-inferiore
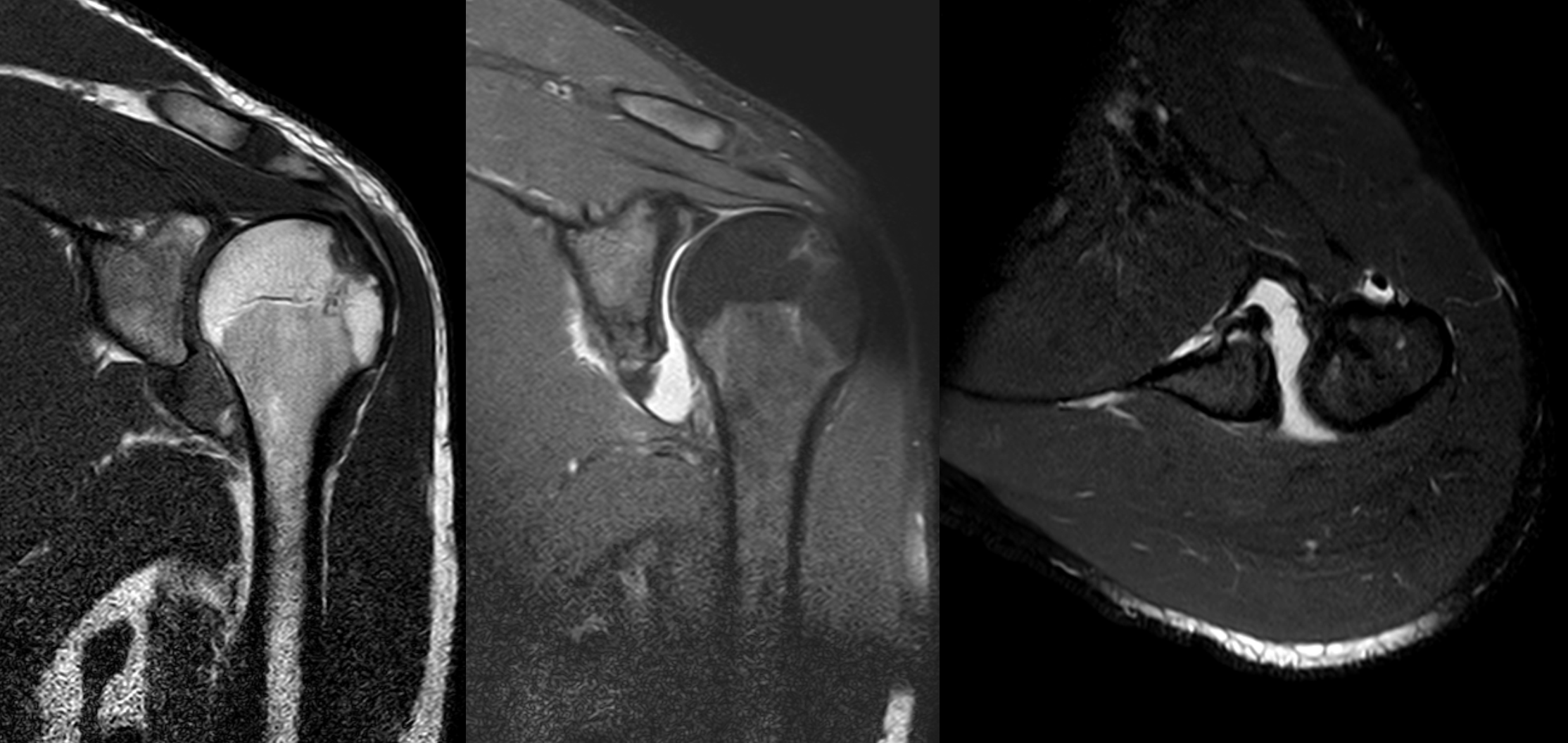
Risonanza magnetica della spalla dopo una lussazione anteriore che mostra una lesione di Hill-Sachs e una lesione di Bankart